# Université Cheyney de Pennsylvanie
L'université Cheyney de Pennsylvanie (en anglais : Cheyney University of Pennsylvania) est une université américaine fondée en février 1837 et située dans la zone de Cheyney, plus précisément dans les villes adjacentes de Thornbury (comté de Chester) et de Thornbury (comté de Delaware), dans l'État de Pennsylvanie.

## Personnalités liées à l'université
- Fanny Jackson Coppin, directrice de l'établissement
- Bayard Rustin, militant pour les droits civiques des Afro-Américains

## Galerie

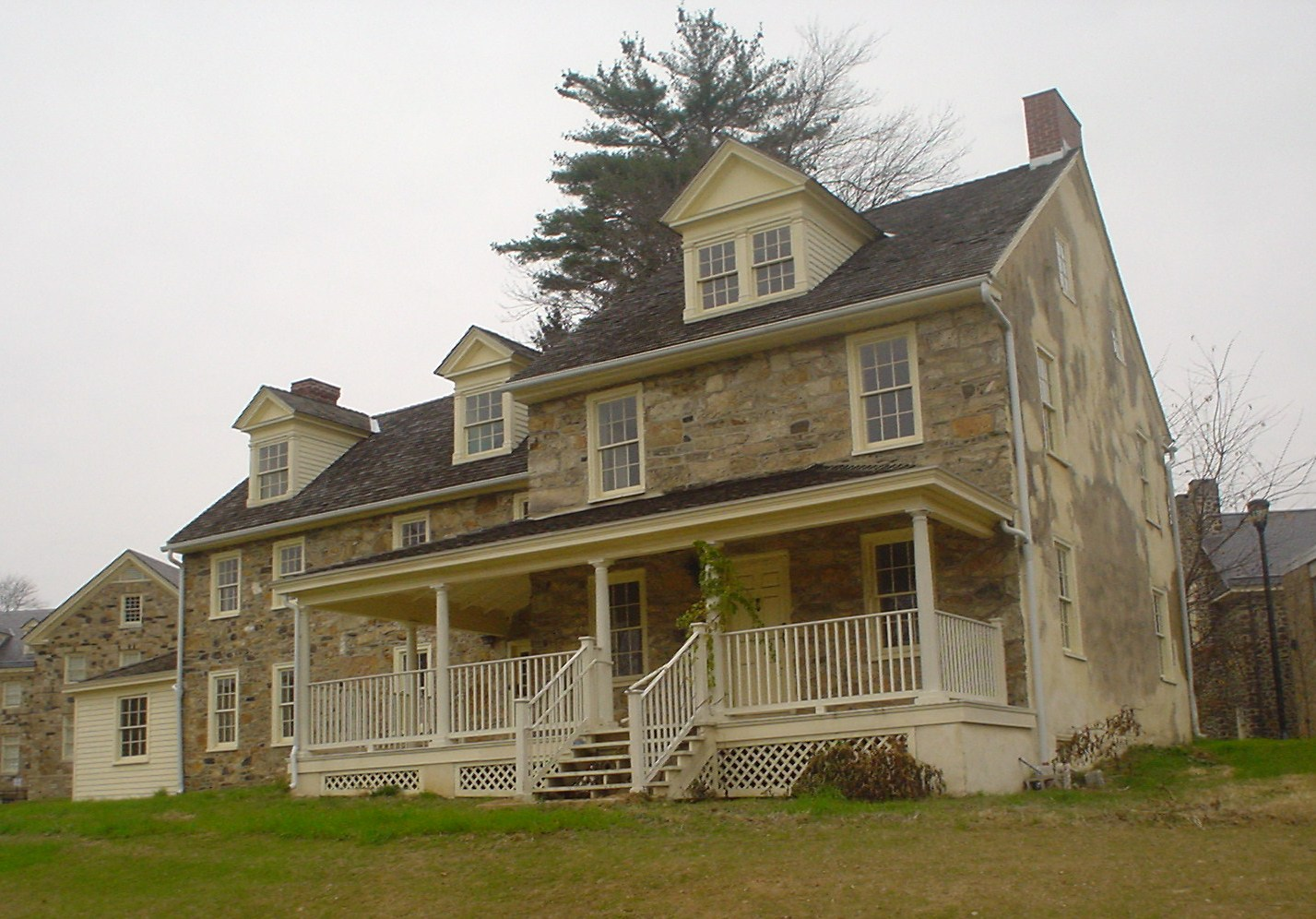
Le Melrose Cottage, construit en 1805.
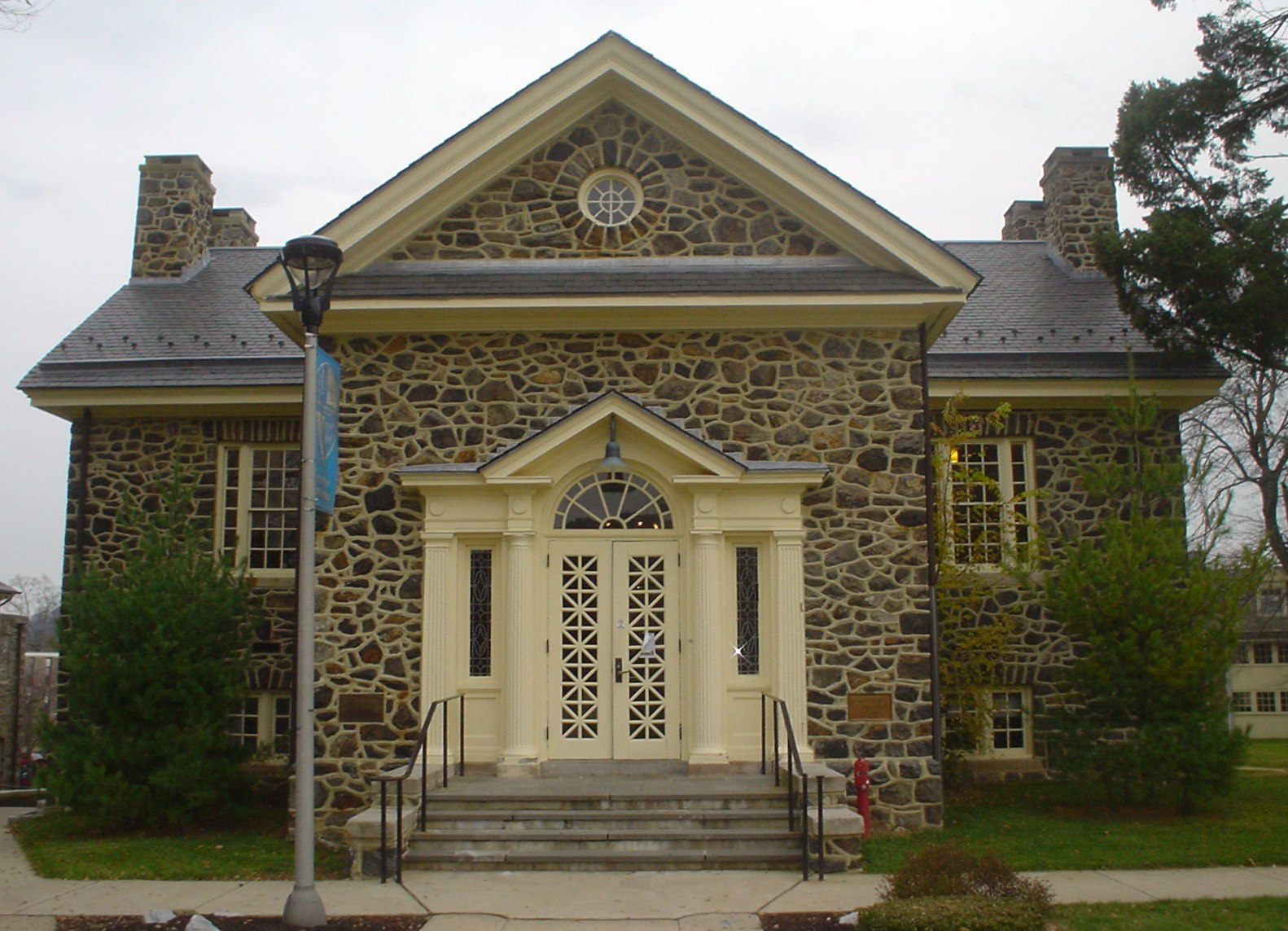
Bibliothèque de l'université.

## Source
- (en) Cet article est partiellement ou en totalité issu de l’article de Wikipédia en anglais intitulé « Cheyney University of Pennsylvania » (voir la liste des auteurs).